# Antoni Gil
Antoni Gil (segle XIX), fou organista de l'església parroquial de Sant Pere i Sant Pau de Canet de Mar, on el 31 de maig de 1855 hi va succeir l'anterior organista, Salvador Jordana i Buch, quan aquest va traspassar.
Antoni Gil va passar les proves que el tribunal format per Ramon Clausell (mestre de capella de Canet de Mar), i Martirià Camps (organista d'Arenys de Mar).